# Sinai (Dakota del Sur)
Sinai es un pueblo ubicado en el condado de Brookings en el estado estadounidense de Dakota del Sur. En el Censo de 2010 tenía una población de 120 habitantes y una densidad poblacional de 125,9 personas por km².

## Geografía
Sinai se encuentra ubicado en las coordenadas 44°14′40″N 97°2′39″O / 44.24444, -97.04417. Según la Oficina del Censo de los Estados Unidos, Sinai tiene una superficie total de 0.95 km², de la cual 0.95 km² corresponden a tierra firme y (0%) 0 km² es agua.

## Demografía
Según el censo de 2010, había 120 personas residiendo en Sinai. La densidad de población era de 125,9 hab./km². De los 120 habitantes, Sinai estaba compuesto por el 96.67% blancos, el 0% eran afroamericanos, el 0% eran amerindios, el 0.83% eran asiáticos, el 0% eran isleños del Pacífico, el 0% eran de otras razas y el 2.5% pertenecían a dos o más razas. Del total de la población el 1.67% eran hispanos o latinos de cualquier raza.